# Верхняя Ваеньга
Верхняя Ваеньга — деревня в Виноградовском районе Архангельской области России. Входит в Муниципальное образование «Осиновское».

## Этимология
Название деревни происходит от реки Ваеньги. Название реки происходит от чудского «-еньга» — река и саамского «ву-ойнгга» — волшебный или «вуэй» — «ручей».

## География
Верхняя Ваеньга входит в состав Осиновского сельского поселения Виноградовского муниципального района. Хотя, первоначально, планировалось создать Ваеньгское сельское поселение с центром в посёлке Воронцы. Верхняя Ваеньга расположена на левом и правом берегах реки Ваеньга, между посёлком Квахтюга и деревней Нижняя Ваеньга (по течению Ваеньги).

## История
Определить точную дату образования деревни Верхняя Ваеньга невозможно. Её появление в летописях датируется 18 веком.
Следует отметить, что деревня подразделяется на 4, так называемые, улицы: Гришкино, Кулига (изнач. Филимоновская), Нижний Двор (изнач. Восковская), Бор (изнач. Соколовская).
Надо сказать, что строительство Бора начиналось с поля Круглец (за нынешними домами улицы, к реке). Но из-за ледоходов все постройки
были разрушены. После чего люди принялись отстраивать всё заново, подальше от реки (теперешний Бор).
Дом обычно занимали две семьи, чаще имеющие меж собой родственные связи (например, двух братьев). Печки в домах клали из глины. Характерной чертой деревенского дома того времени являлся аромат вереса, кот. заваривали для мытья полов при уборке в жилище. Жизнь у реки вызывала потребность в лодках (баркасах), кот. делали сами местные жители, в качестве соединительного материала служили корни растений. Стоит заметить, что по-хорошему строительство в Ваеньге и её окрестностях развернулось в конце 19-нач.20 века.
Что касается управления деревней, существовало разделение труда. Избирался староста, кот. раздавал обязанности жителям.
В деревне имеется уникальное здание в 3 этажа — «магазея» (склад для хранения колхозного зерна), построенное ~ 200 лет назад, кот. давно не используется. Уникальность его, помимо возраста, заключается ещё и в материале, подобранном для строительства. Для строительства склада был приглашен мастер, кот. ездил по лесу и отбирал деревья, не поддающиеся гниению. Также известно, что данное здание построено без единого гвоздя, Всё было сконструировано настолько тщательно, что со склада не пропадало ни единого зернышка, даже в период весеннего половодья.
Ни одна деревня не обходилась без церкви. В В-Ваеньге это нынешнее здание библиотеки и клуба. До наших дней дошли лишь рассказы и воспоминания о здании, построенном в 19 веке. Фундамент церкви был сделан из камней, кот. склеивались клеем, замешанным на белке куриных яиц. Впоследствии, когда здание ломали, основание не поддалось.
В 1930 году над зданием церкви учинили жестокую расправу: скинули колокола, обломали крышу, всё, что было ценного, растащили. Церковь была уничтожена. После чего здание было переоборудовано под школу.
В деревне оставалось 2 часовни, в кот. освещали лошадей, коров и мелкий рогатый скот.
Не миновала Ваеньга и такого исторического события, как иностранная интервенция 20-х годов (20 века). Англичане («каманы», как их называли местные жители) остановились на Северной Двине, в Осиново (~20 км от Ваеньги). Приезжали в деревню, ходили по дворам, отбирая у хозяев различную утварь и лошадей. В свою очередь местные жители носили англичанам в Осиново на продажу мясо, молоко и прочее.
К окрестностям Ваеньги относились поля, которые население поделило между собой. Между Ниж. Двором (Восковская — стар.) и Кулигой (Филимоновская — стар.): Замёточное поле, Репачное поле, Трунда (где добывали торф), Федосово, Фетьково, Новолок, Соколово, Строкина, Мельничное, Масленик (за Гришкино).
Также насчитывалось 3 мельницы (на реке): Абрамовцева (около Квахтюги~2,5 км от Ваеньги), Мошарёвская (около Ниж. Двора, вниз по реке) — по фамилии владельца Мошарев, Мельница по р. Нондрус (приток р. Ваеньги).
Весной 1929 года наблюдался самый высокий уровень воды на р. Ваеньга в период половодья. Ледоход начался рано, образовались большие заторы (до 2м), всё затопило. С Гришкино унесло много построек. В Кулиге начало ломать дома. Мужчинам пришлось ломать ледяные пробки, чтобы избежать разрушений.
В 30-50 годах (20 века) основной работой местных жителей являлась лесозаготовка.
В Великую Отечественную войну 1941—1945 гг. 140 человек отправилось на фронт.
Между Нижней и Верхней Ваеньгой в XIX веке находилась водяная мельница. В Верхней Ваеньге (д. Филимоновоская) долгое время находился водомерный пост Севгидромета, который бал закрыт в 1990 году. В 1930-х годах в Ваеньгском сельсовете был создан колхоз имени «1 Мая». В 1960-х годах колхоз вошёл вначале в состав совхоза «Ваеньгский», а затем — в совхоз «Осиновский».
В 1960-х годах местными плотниками построен висячий пешеходный мост через Ваеньгу, между деревнями Соколовская и Васильевская.

## Население
| 2002 | 2010 | 2012 |
| ---- | ---- | ---- |
| 48   | ↘31  | ↘18  |

По данным переписи 1785 года в Ваеньгской волости было 7 деревень, и в них проживало 393 человека.
В 1888 году в 5 деревнях Ваеньгского прихода проживало 700 душ обоего пола.